# Hans Kienle
Johann Georg Kienle (mais conhecido como Hans Kienle; Kulmbach, 22 de outubro de 1895 — Heidelberg, 15 de fevereiro de 1975) foi um astrônomo alemão.

## Obras
- Vom Wesen astronomischer Forschung. Aufsätze und Vorträge. Aufbau-Verlag, Berlin 1948